# 4112-es mellékút (Magyarország)
A 4112-es számú mellékút egy bő 5 kilométeres hosszúságú, négy számjegyű mellékút Szabolcs-Szatmár-Bereg vármegye északi részén: Tuzsér külterületeitől vezet Mándok központjáig. Szinte végig nagyjából dél-délkeleti irányban húzódik.

## Nyomvonala
Tuzsér keleti külterületei között ágazik ki a 4145-ös útból, annak a 19+450-es kilométerszelvénye táján, keleti irányban. Az első méterei után keresztezi az itteni vasúti rakodóállomásra vezető vasútvonalat, majd északabbi irányt vesz. Mintegy másfél kilométer után, egy aránylag nagy ívű irányváltással ismét keletnek, sőt kelet-délkeletnek fordul, majd elhalad Kálongatanya településrész északi széle mellett; közben, 1,9 kilométer után kiágazik belőle dél felé a községrész főutcájaként szolgáló 41 112-es számú mellékút. 2,5 kilométer után átszeli Mándok határát, a lakott területét pedig 3,6 kilométer után éri el; ott az Ady Endre utca nevet veszi fel. Utolsó szakaszán a Petőfi utca nevet viseli, így is ér véget, Mándok központjában, beletorkollva a 4115-ös útba, annak a 15+800-as kilométerszelvénye közelében.
Teljes hossza, az országos közutak térképes nyilvántartását szolgáló kira.kozut.hu adatbázisa szerint 5,264 kilométer.

## Települések az út mentén
- (Tuzsér)
- Mándok